# Acanthothericles rubriventris
Acanthothericles rubriventris är en insektsart som beskrevs av Marius Descamps 1977. Acanthothericles rubriventris ingår i släktet Acanthothericles och familjen Thericleidae. Inga underarter finns listade i Catalogue of Life.